# Cítov (zámek)
Zámek Cítov stával u kostela sv. Linharta v obci Cítov nedaleko Mělníka.

## Historie
První zmínky o Cítově pocházejí z 2. poloviny 13. století. Zámku předcházela tvrz, postavená na přelomu 14. a 15. století. V 18. století byl na místě bývalé tvrze postaven barokní zámek. V 19. století fungoval zámek k ubytování zaměstnanců statku, později jako nájemní dům. Roku 1940 objekt vyhořel a na jeho místě vznikla nová budova v historizujícím stylu. Nový objekt dnes slouží jako administrativní centrum firmy Zemědělská Cítov.

## Popis
Jednalo se o patrovou budovu, obdélníkového půdorysu, s opěráky.